# Heinz Wewers
Heinz Wewers, né le 27 juillet 1927 à Gladbeck et mort le 29 août 2008, est un footballeur allemand qui évoluait au poste de défenseur central.
Il ne joue que pour un seul club dans toute sa carrière, le Rot-Weiss Essen avec lequel il gagne un titre de champion d'Allemagne en 1955 et une coupe d'Allemagne en 1953.
Il porte 12 fois le maillot de l'équipe nationale et participe à la Coupe du monde 1958.

## Palmarès
- Champion d'Allemagne en 1955 avec Rot-Weiss Essen
- Vainqueur de la Coupe d'Allemagne en 1953 avec Rot-Weiss Essen